# Agnes Wegner
Agnes Wegner (* 1966 in Rostock) ist eine deutsche Kulturmanagerin. Seit 2023 ist sie Rektorin der Hochschule für Grafik und Buchkunst Leipzig (HGB).

## Lebenslauf
Wegner studierte Kunstgeschichte und Wirtschaftswissenschaften an der Humboldt-Universität zu Berlin und der Freien Universität Berlin.
Spezialisiert auf kulturelle Großprojekte arbeitete sie in der Sponsoringabteilung der Internationalen Filmfestspiele Berlin (Berlinale), als Projektkoordinatorin im Rahmen des Kunst- und Kulturprogramms anlässlich der Fußballweltmeisterschaft 2006 und im Jahr 2007 im Ausstellungsbüro der documenta 12.
Von 2008 bis 2010 war sie Ausstellungsleiterin der Temporären Kunsthalle Berlin. Sie organisierte zusammen mit dem Kuratorenteam neun Ausstellungen, darunter Phil Collins „Auto Kino“ und John Bocks „FischGrätenMelkStand“, die von der Zeitschrift Art Forum zur Ausstellung des Jahres 2010 gekürt wurde.
Anschließend wurde sie Kaufmännische Leiterin von ÜBER LEBENSKUNST im Haus der Kulturen der Welt, ein von der Kulturstiftung des Bundes gefördertes Projekt. Für ÜBER LEBENSKUNST realisierte sie mit ihrem u. a. 2011 eine internationale Konferenz mit Live-Streamings von künstlerischen Performances und Diskursprogrammen aus und in fünf Partnerstädten (New York, Sankt Petersburg, Delhi, São Paulo, Nairobi). 2012 übernahm Wegner die Geschäftsstellenleitung des Humboldt Lab Dahlem, dem Pilotprojekt der Stiftung Preussischer Kulturbesitz für das Humboldt Forum.
Wegner ist seit November 2017 Programmkoordinatorin (Bereich Bildende Kunst und Film) am Haus der Kulturen der Welt, wo sie u. a. für die mit dem Apollo Award 2020 - Book of the Year ausgezeichnete Ausstellung Aby Warburg Mnemosyne Atlas. Das Original verantwortlich zeichnete.
Am 13. Oktober 2022 wurde Agnes Wegner einstimmig zur neuen Rektorin der Hochschule für Grafik und Buchkunst Leipzig gewählt und übernahm die Leitung ab 2023.

## Besonderes
Wegner war bis 2009 Teil des 2004 gegründeten des Berliner Art Critics Orchestra, bestehend aus fünf Musikern und Musikerinnen, die hauptberuflich im Kunstbetrieb und vor allem als Kunstkritiker tätig sind. Das ACO mit Agnes Wegner (Gesang), Raimar Stange (Bass), Andreas Schlaegel (Schlagzeug), Laura Oldenbourg (Keyboards) und Micz Flor (Gitarre) spielt elektronische Musik bis Rockmusik.